# جایزه بزرگ مکزیک ۱۹۶۸
جایزه بزرگ مکزیک ۱۹۶۸ (انگلیسی: ‎1968 Mexican Grand Prix‎) یک مسابقهٔ موتوری در رشتهٔ اتومبیل‌رانی فرمول یک بود که در تاریخ ۳ نوامبر ۱۹۶۸ در ماگدالنا میکزوکا واقع در مکزیکو سیتی، مکزیک برگزار شد. این گراند پری در میان ۱۲ گراند پری در فصل ۱۹۶۸، مسابقهٔ شمارهٔ ۱۲ بود.
در این مسابقه که در ۶۵ دور و به مسافت ۳۲۵٫۰۰۰ کیلومتر (۲۰۱٫۹۴۶ مایل) برگزار شد، پول پوزیشن توسط جو سیفرت کسب شد و سریع‌ترین زمان برای طی یک دور پیست که برابر با ۱:۴۴٫۲۳ بود نیز توسط جو سیفرت به ثبت رسید.
گراهام هیل از تیم لوتوس-فورد، بروس مک‌لارن از تیم مک‌لارن-فورد و جکی الیور از تیم لوتوس-فورد به‌ترتیب مقام‌های اول تا سوم مسابقه را کسب کردند.

## رده‌بندی قهرمانی پس از مسابقه
|       | جایگاه | راننده      | امتیاز |
| ----- | ------ | ----------- | ------ |
|       | ۱      | گراهام هیل  | ۴۸     |
|       | ۲      | جکی استوارت | ۳۶     |
|       | ۳      | دنی هیولم   | ۳۳     |
|       | ۴      | ژاکی ایکس   | ۲۷     |
|       | ۵      | بروس مک‌لارن | ۲۲     |
| منبع: |        |             |        |

|       | جایگاه | سازنده      | امتیاز |
| ----- | ------ | ----------- | ------ |
|       | ۱      | لوتوس-فورد  | ۶۲     |
| ۱     | ۲      | مک‌لارن-فورد | ۴۹     |
| ۱     | ۳      | ماترا-فورد  | ۴۵     |
|       | ۴      | فراری       | ۳۲     |
|       | ۵      | بی‌آرام      | ۲۸     |
| منبع: |        |             |        |

یادداشت
- تنها پنج جایگاه نخست از هر رده‌بندی نمایش داده شده‌است.